# Rhuddlan
Rhuddlan ist eine Kleinstadt mit dem Status einer Community in Denbighshire in Nordwales.

## Lage
Die Stadt liegt in der Küstenebene an der Mündung River Clwyd südlich östlich von Abergele, nördlich von St Asaph und südlich von Rhyl. Das Zentrum der Stadt liegt am östlichen Ufer des Flusses.

## Geschichte
Der Name der Stadt ist aus den walisischen rhudd und glan zusammengesetzt und bedeutet rotes Ufer, was sich auf die Erde am Ufer des Flusses Clwyd bezieht, der etwa 5 km nordwestlich der Stadt in die Irish Sea mündet.
Das Commote Rhuddlan lag in dem walisischen Cantref Tegeingl und war mit diesem jahrhundertelang zwischen Walisern und Angelsachsen bzw. Anglonormannen umkämpft. 796 fand in der Nähe der heutigen Stadt die Schlacht von Morfa Rhuddlan zwischen den Sachsen unter Offa von Mercien und den Walisern unter Caradog ap Meirion von Gwynedd statt, die in einem sächsischen Sieg endete. Zu Beginn des 10. Jahrhunderts errichtete König Eduard der Ältere von Wessex an der Mündung des Clwyd eine erste Befestigung. Um 1071 eroberte der Normanne Robert of Tilleul die Region und errichtete ab 1073 Rhuddlan Castle, nach dem er später genannt wurde. Um die Burg entstand ein kleines englisches Borough, in dem bis 1087 auch englische Münzen geprägt wurden. Um 1080 wurde in der Siedlung eine erste Kirche errichtet. Um 1140 wurden Burg und Siedlung von Owain Gwynedd erobert, 1157 von König Heinrich II. zurückerobert und 1167 erneut von Owain Gwynedd erobert. 1241 wurde Rhuddlan von König Heinrich III. erobert, der in der Siedlung erneut eine königliche Münze einrichtete. 1258 wurde bei Rhuddlan ein Dominikanerkloster gegründet, das während der Reformation 1538 aufgelöst wurde. Nach dem Vertrag von Montgomery 1267 fiel Rhuddlan wieder an Gwynedd, bis es 1277 während des Feldzugs von König Eduard I. erobert wurde. Llywelyn ap Gruffydd, der Fürst von Wales, musste sich dem englischen König in Rhuddlan ergeben. Eduard I. begann mit dem Bau des neuen Rhuddlan Castle, das ein Teil seiner Burgenkette zur Beherrschung des eroberten Wales wurde. Im Norden der Burg ließ der König ab 1277 planmäßig eine neue Stadt anlegen, die als Bastide zusammen mit der Burg als Festung dienen sollte, doch schließlich nur mit Erdwällen, Palisaden und Gräben befestigt wurde. Ursprünglich wollte der König auch den Bischofssitz der Diözese St Asaph nach Rhuddlan verlegen, musste diesen Plan aber wegen des Widerstands des Erzbischofs von Canterbury aufgeben. Nach seinem zweiten Feldzug zur Eroberung von Wales erließ Eduard I. 1284 das Statut von Rhuddlan, mit dem er die Eroberung von Wales abschloss. 1283 hatte die Siedlung bereits eine Royal Charter erhalten. Während der Rebellion von Owain Glyndŵr wurde die Stadt 1400 geplündert und zerstört. Im 13. Jahrhundert wurde erstmals eine hölzerne Brücke über den River Clwyd erwähnt, die so den einzigen Zugang zu der Stadt von Westen bildete. Die hölzerne Brücke wurde um 1358 durch eine steinerne Brücke ersetzt. 1595 wurde die alte steinerne Brücke durch eine neue ersetzt, die heute noch teilweise erhalten ist.
1850 fand das nationale Eisteddfod in Rhuddlan statt. 1858 wurde der Personenverkehr der Vale of Clwyd Railway aufgenommen, die von Rhyl nach St Asaph verlief. 1894 wurde das Borough aufgelöst und wurde Teil des Rural District of Rhuddlan. Nach der Auflösung des County Flintshire 1974 wurde Rhuddlan erneut ein selbständiges Borough mit Stadtrat und Bürgermeister im County of Clwyd. 1996 verlor die Stadt jedoch wieder ihre Eigenständigkeit und gehört seitdem zur neu gebildeten Denbigshire unitary authority.

## Sehenswürdigkeiten
- Rhuddlan Castle, eine der von Eduard I. erbauten Burgen in Wales,
- die zwischen dem 14. und 16. Jahrhundert errichtete Church of St Mary,
- Parliament House, in dem einer Inschrift der König 1283 seine Ratsversammlung abgehalten haben und das Statut von Rhuddlan beschlossen haben soll, wofür es jedoch keine weiteren Belege gibt.

## Verkehr
An Rhuddlan vorbei führen die A547 von Abergele nach Prestatyn und die A525 von Rhyl nach St Asaph. Der Personeneisenbahnverkehr der Vale of Clwyd Railway wurde 1955 eingestellt, 1962 wurde die Eisenbahnlinie komplett geschlossen.

## Söhne und Töchter der Stadt
- Beata Brookes (1931–2015), Politikerin
- Philip Jones Griffiths (1936–2008), Fotograf im Vietnamkrieg
- Kelly Lee Owens (* 1988), Dance- und Electronic-Musikerin
- Elizabeth of Rhuddlan (1282–1316), Gräfin von Holland, Tochter von Eduard I. und Eleonore von Kastilien
- David Vaughan (* 1983), Fußballspieler